# Valentín Paniagua
Valentín Paniagua Corazao (Cusco, 23 settembre 1936 – Lima, 16 ottobre 2006) è stato un politico peruviano.
È stato Presidente del Perù ad interim dal 22 novembre 2000 al 28 luglio 2001.